# Novel
Novel es una comuna y población de Francia, en la región de Ródano-Alpes, departamento de Alta Saboya, en el distrito de Thonon-les-Bains y cantón de Évian-les-Bains.
Está integrada en la Communauté de communes du Pays d'Évian.

## Demografía
| 120 | 149 | 152 | 116 | abs. | 154 | 204 | 151 | 150 | 140 | 144 | 154 | 154 | 157 | 134 | 118 | 125 | 124 | 131 | 123 | 104 | 98 | 98 | 87 | 112 | 88 | 80 | ... | 48 | 63 | 58 | 52 |
| Para los censos de 1962 a 1999 la población legal corresponde a la población sin duplicidades (Fuente: INSEE [Consultar]) |     |     |     |      |     |     |     |     |     |     |     |     |     |     |     |     |     |     |     |     |    |    |    |     |    |    |     |    |    |    |    |